# Куварски рецепт
Куварски рецепт (франц. Recette de cuisine) јесте скуп упутстава која описују како се нешто припрема или прави, посебно јело од припремљених намирница. Куварски рецепти најчешће су сабрани у књигу рецепата, у српском језику познату као кувар или куварица.

## Историја

### Рани примери
Најранији познати писани рецепти датирају из 1730. године пре нове ере и забележени су на клинастим плочама пронађеним у Месопотамији. 
Други рани писани рецепти датирају из приближно из 1600. године пре нове ере и потичу са акадске плоче из јужне Вавилоније.  Постоје и дела на древним египатским хијероглифима који приказују припрему хране.
Познати су многи древни грчки рецепти. Митеков кувар је био један од раних, али је већина изгубљена; Атенеј цитира један кратки рецепт у свом Deipnosophistae. Атенеј помиње многе друге куварске књиге, све су изгубљене. 
Римски рецепти су познати почев од 2. века пре нове ере са De agri cultura Катона Старијег. Многи аутори овог периода описали су источно медитеранско кување на грчком и латинском језику. Неки пунски рецепти су познати у грчком и латинском преводу.
Велика збирка рецепата De re coquinaria, конвенционално названа Апицијус, појавила се у 4. или 5. веку и једини је комплетно сачувани кувар из класичног света. У њему су наведена јела која се служе у оброку као Gustatio (предјело), Primae Mensae (главно јело) и Secundae Mensae (десерт). Сваки рецепт почиње латинском командом „Узми...," "Рецепт...“
Арапски рецепти су документовани почев од 10. века.
Најранији рецепт на персијском датира из 14. века. Неколико рецепата је преживело из времена Сафавида, укључујући Karnameh (1521) Мохамеда Али Баварчија, који укључује упутства за кување више од 130 различитих јела и пецива, и Madat-ol-Hayat (1597) Нуролаха Ашпаза.  Књиге рецепата из доба Каџара су бројне, а најзначајнија је Khorak-ha-ye Irani принца Надера Мирзе.

Енглески краљ Ричард II наручио је књигу рецепата под називом The Forme of Cury 1390. године, а отприлике у исто време објављена је још једна књига под називом Curye on Inglish, "cury" значи кување. Обе књиге дају утисак о томе како се припремала и служила храна за племићке класе у Енглеској у то време. Луксузни укус аристократије у раном модерном периоду донео је са собом почетак онога што се може назвати модерном књигом рецепата. До 15. века појавили су се бројни рукописи са детаљима о тадашњим рецептима. Многи од ових рукописа дају веома добре информације и бележе поновно откриће многих биљака и зачина, укључујући коријандер, першун, босиљак и рузмарин, од којих су многе донете из крсташких ратова.
- Странице из књиге рецепата Nimatnama-i-Nasiruddin-Shahi
- Средњевековни индијски рукопис (око 16. века) где се приказује сервирање пецива самосе

### Савремени рецепти и савети за кување
Појавом штампарије у 16. и 17. веку написане су бројне књиге о управљању домаћинством и припремању хране. У Холандији и Енглеској расло је такмичење између племићких породица ко би могао да припреми најраскошнији банкет. До 1660-их, кување је напредовало у уметничку форму и добри кувари су били тражени. Многи од њих су објавили сопствене књиге у којима су детаљно описани њихови рецепти.  Многе од ових књига су преведене и доступне су на интернету.
До 19. века, викторијанска преокупација за домаћински углед довела је до појаве кулинарског писања у његовом модерном облику. Изабела Битон је бачена у засенак, и први писац модерног кулинарства и састављач рецепата за дом била је Елиза Ектон. Њена пионирска куварска књига, Модерна кухиња за приватне породице објављена 1845. године, била је усмерена за домаћинства, а не за професионалне куваре. Имала је огроман утицај, успостављајући формат за модерно писање о кулинарству. Увела је сада универзалну праксу навођења састојака и предвиђено време кувања уз сваки рецепт. Садржао је први рецепт за прокељ.  Савремени кувар Делија Смит назвала је Ектонову „најбољим писцем рецепата на енглеском језику“. Модерна кухиња је дуго надживела Ектонову, остала је у штампи до 1914. и од недавно је доступна у факсимилу.
Рад Ектонове је имао значајан утицај на Изабелу Битон, која је објавила Књигу о управљању домаћинством госпође Битон у 24 месечна дела између 1857. и 1861. године. Ово је био водич за вођење викторијанског домаћинства, са саветима о моди, бризи о деци, о животињама, отровима, управљању слугама, науци, религији и индустријализму. Од 1.112 страница, преко 900 је садржало рецепте. Већина је била илустрована гравурама у боји. Речено је да су многи рецепти плагирани од ранијих писаца као што је Ектонова, али Битонови никада нису тврдили да је садржај књиге оригиналан. Био је замишљен као поуздан водич за аспирантску средњу класу.
Америчка куварица Фани Фармер (1857–1915) објавила је 1896. године своје чувено дело The Boston Cooking School Cookbook које је садржало око 1849 рецепата. 
Савремени кулинарски рецепти се обично састоје од неколико компоненти
- Назив рецепта (Порекло/Историја јела)
- Принос: Број порција које јело пружа.
- Навођење свих састојака по редоследу употребе. Опис у упутствима корак по корак.
- Навођење састојака према количини.
- Колико времена је потребно за припрему јела, плус време кувања јела.
- Неопходна опрема која се користи за јело.
- Поступци кувања. Температура и време печења ако је потребно.
- Процедуре сервирања (сервира се топло/хладно).
- Преглед јела (Да ли бисте ово јело препоручили пријатељу?).
- Фотографија јела (опционо).
- Нутритивна вредност: Помаже код ограничења у исхрани. Укључује број калорија или грама по порцији.

Ранији рецепти су често укључивали много мање информација, служећи више као подсетник на састојке и пропорције за некога ко је већ знао како да припреми јело.
Писци рецепата понекад такође наводе варијације традиционалног јела, како би дали различите укусе истих рецепата.

## Интернет и телевизијски рецепти
До средине 20. века постојале су хиљаде књига о кулинарству и рецептима. Следећа револуција дошла је са увођењем ТВ кувара. Први ТВ кувар на свету био је Филип Харбен са емисијом на Би-Би-Сију под називом Cookery која је премијерно приказана у јуну 1946. Неколико месеци касније Волим да једем који је представио Џејмс Берд постао је први такав програм у САД.
Почетком 21. века, поново је обновљен фокус на кување код куће због рецесије касних 2000-их. Телевизијске мреже и часописи и даље су главни извор информација о рецептима, а међународни кувари као што су Џејми Оливер, Гордон Ремзи, Најџела Лосон и Рејчел Реј имају емисије у ударном термину и подржавају их интернетским веб локацијама које пружају детаље о свим њиховим рецептима. Њима су се придружиле ријалити ТВ емисије и многе интернет странице које нуде бесплатне рецепте, али куварске књиге су и даље популарне као и увек.